# Jellingmonumenterne
Jellingmonumenterne er en samlet betegnelse for Jelling Kirke, Jellingstenene og de to kæmpegravhøje i Jelling. Jelling Monumentet blev i 1994 optaget på UNESCOs Verdensarvsliste, fordi det afspejler den første officielle overgang fra hedenskab til kristendom i Skandinavien.

## Jelling Kirke
Jelling Kirke er en frådstenskirke fra ca. år 1100. Der har tidligere ligget tre trækirker – alle nedbrændte – på stedet. Kong Harald Blåtand rejste den første kirke på stedet sandsynligvis som gravminde over sin far Gorm den Gamle. Denne første trækirke brændte. Det samme gjorde to senere trækirker, som man også fandt spor efter.
Dele af kirken brændte i 1679, men blev genopført. Senere er der opført et våbenhus.

## Jellingstenene
Jellingstenene afspejler overgangen fra den hedenske vikingetid til den kristne middelalder. Den mindste runesten er ældst. Den er rejst af kong Gorm den Gamle til minde om hans hustru Thyra Dannebod. Stenen er også den ældst bevarede danske kilde, hvor "Danmark" nævnes her i landet.
Den Store Jellingsten, bærer ikke i sig selv et årstal, men dens tekst peger især på begivenheder, der hører til i tidrummet 957-974, og stenen er formentlig blevet rejst mellem 970 og 974 af Gorm og Thyras søn, Harald Blåtand, i Jelling til minde om hans forældre. Stenens indskrift beretter samtidig om Haralds fortjenester. Han samlede Danmark og gjorde danerne kristne. Stenen består af tre forskellige sider. Den ene side er indgraveret med runer, den anden side består af et fabeldyr, og på den tredje side af stenen er et korsfæstelsesbillede af Kristus. Stenen er udført af Ravnunge-Tue.
Den Lille Jellingsten er rejst af Gorm den Gamle. Stenens indskrift lyder næsten ordret oversat: "Gorm Konge gjorde dødeminder disse efter Thyra sin kone Danmarks bod". Det er første gang navnet Danmark findes indenfor landets grænser. Navnet kendes fra udenlandske kilder, der er mindst 75 år tidligere. De sidste to ord "danmarks bod" kan også oversættes med ordet pryd, men er mere usikker. Det vides ikke, om de henviser til Gorm eller mere sandsynligt til Gorms hustru Thyra Danebod.
Stenen er nu placeret mellem de to høje nær Den store Jellingsten. Dens oprindelige plads kendes ikke. I 1600-tallet lå den ved kirkens dør. Stenen er formentlig blevet til i eller omkring år 958.

## Jellinghøjene
Nordhøjen eller Thyras Høj er bl.a. grundet sit navn traditionelt blevet anset for at være dronning Thyras gravhøj, men er tillige blevet foreslået som værende Gorm den Gamles første begravelsesplads. Graven er 8,5 meter høj og 65 meter bred, og dermed Danmarks største gravhøj. Den er bygget af græstørv, sten og ler, og selve gravkammeret er placeret oven på en mindre forhøjning, der tidligere blev antaget for at være en gammel bronzealderhøj. I højen blev der indrettet et gravkammer med en længde på 6,75 meter, en bredde på 2,6 meter og en højde på 1,45 meter. Gulvarealet er 17,5 m². Den blev bygget op af 35 cm. tykke egestammer. Uden om hele kammeret blev der lagt et lag af kampesten som beskyttelse mod gravrøvere. De første undersøgelser af gravkammeret blev foretaget i 1820. På runestenen placeret foran Bække Kirke er det angivet, at Ravnunge-Tue, Fundin og Gnyple tager æren for konstruktionen og opførelsen af Thyras Høj. Træ fra gravkammeret i højen er dateret dendrokronologisk og viste sig at være fældet sent på året 958.
Sydhøjen eller Gorms høj er den største bevarede grav- eller mindehøj fra Danmarks oldtid, men den er tom, den består kun af jord og græstørv, og hvorfor den blev bygget, ved vi ikke noget sikkert om, måske netop som mindehøj (kenotaf). Kong Frederik 7. forsøgte i 1861 at finde kong Gorms gravkammer i sydhøjen. Højen blev gennemgravet uden at man fandt noget, udover kampesten og trærester.
I 1941 blev der igen gravet i Sydhøjen. Denne gang blev der gravet fra toppen. En firkant på 39m x 39m med skrå vægge ned til bunden 25m x 25m. På toppen af højen blev der fundet et fundament til en stolpebygning på meget kraftige egestammer. 10 stolper på ca. 45cm. tykkelse dannede en firkant der målte 4,5 gange 6 meter. Stolperne er årringsdateret til ca. 1150, så bygningen er ca. 200 år yngre end kong Haralds højbyggeri.
Området har været genstand for flere interessante fund. Senest i foråret 2007, hvor Vejle Museum fandt en del af en cirka 360 meter lang skibssætning samt en halvdel af et trelleborghus fra vikingetiden nord for kirkegården i Jelling. I de følgende år blev der påvist en meget stor palissadeindhegning, der har indrammet Jellingmonumenterne i et rombeformet område med en sidelængde på omtrent 359 meter. Rombens diagonaler skærer hinanden i en ret vinkel midt i Nordhøjen og deler området i fire ens retvinklede trekanter med sideforholdene 3 til 4 til 5, altså matematisk interessante, såkaldt pythagoræiske forhold. Dette blev offentliggjort af arkæologerne i Norwegian Archaeological Review Volume 47, Issue 1, 2014. Det store bygværk kan dateres til 900-årenes anden halvdel. I 2012 gav den svensk-amerikanske historiker Anders Winroth et bud på anlæggets historiske betydning. I bogen The Conversion of Scandinavia skriver han, at Haralds religiøse politik, vurderet ud fra Jellingmonumenternes arkæologi, synes at være af samme art som den Storfyrst Vladimir af Kiev forsøgte - før han gik over til kristendommen i 988.

## Museet Kongernes Jelling
Kongernes Jelling er museum og formidlingscenter for Jellingmonumenterne, der tæt på Jellinghøjene og Jelling Kirke fortæller historien om tiden, da Jelling var centrum i den danske historie. Museet viser, hvordan Jellingstenene formentlig så ud oprindeligt og præsenterer ny viden om vikingetiden. Her kan man følge Gorm-slægtens spor frem til familien i dag, og samtidig sætter museets udstillinger Jelling ind i en historisk sammenhæng.
Fra 1. januar 2007 overgik driften af Kongernes Jelling til Nationalmuseet, og nye udstillinger fra Nationalmuseet kommer jævnligt til Kongernes Jelling.
Hans Ole Mathisen var stedets første leder. Lasse Bak Egelund var en væsentlig rundviser i stedets første år 